# 比爾阿提爾區

34°45′34.9″N 8°3′27.3″E / 34.759694°N 8.057583°E
比爾阿提爾區（阿拉伯语：‎），是阿爾及利亞的行政區，位於該國東北部，由泰貝薩省負責管轄，首府設於比爾阿提爾，面積2,552平方公里，2008年人口83,626，人口密度每平方公里33人。